# Tarján (keresztnév)
A Tarján az egyik honfoglaló törzs nevéből származó férfinév, ami eredetileg ótörök méltóságnév volt, és a jelentése körülbelül alkirály.

## Rokon nevek
- Tárkány:[1] régi magyar személynév, ami egyes vélemények szerint egy kabar törzs nevéből származik, végső forrása és jelentése azonos a Tarján névével.[2]

## Gyakorisága
Az 1990-es években a Tarján és a Tárkány szórványos név, a 2000-es években nem szerepelnek a 100 leggyakoribb férfinév között.

## Névnapok
Tarján
- augusztus 11.[2]
- november 30.[2]

Tárkány
- szeptember 5.[2]
- szeptember 28.[2]